# Comté de Limpurg
XIIe siècle – 1713
Le comté de Limpurg est, du XIIe siècle à 1713, un état du Saint-Empire.

## Liens
- Thomas Steinmetz: Limpurg, Schenken von, in: Historisches Lexikon Bayerns. 3. November 2011
- Die Limpurger Erbschaft auf Welt der Wappen: Wappen der Erben und Nacherben der Schenken von Limpurg
- Inventar über das Archiv der Herrschaft Limpurg-Gaildorf-Solms-Assenheim im Staatsarchiv Ludwigsburg
- Beständeübersicht des Staatsarchivs Ludwigsburg mit weiteren Archivalien zur Geschichte der Schenken von Limpurg
- Schenken von Limpurg im Wappenbuch des Heiligen Römischen Reiches, Nürnberg um 1554–1568